# Zenón de Citio

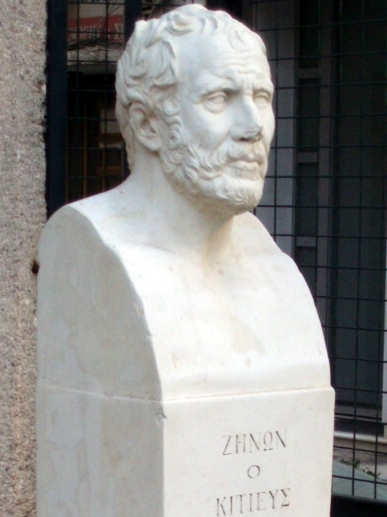
Busto de Zenón de Citio en Atenas, Grecia.

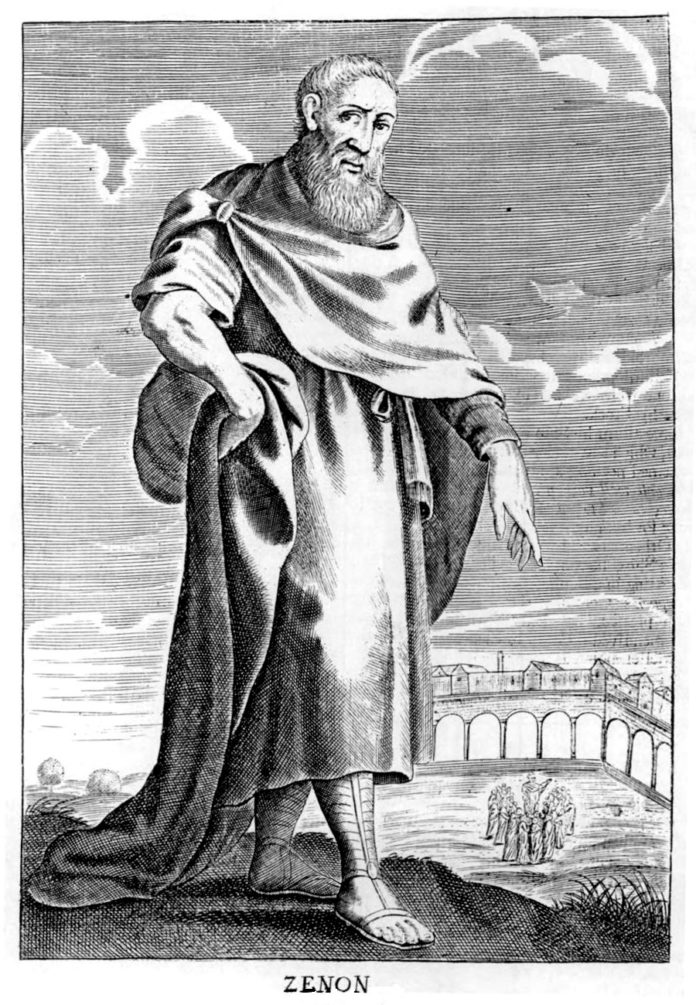
Zenón de Citio, ilustración del libro de Thomas Stanley The history of philosophy (1655).

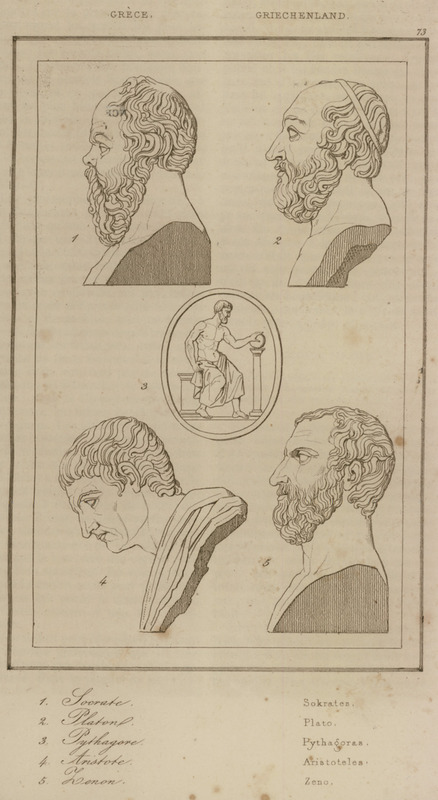
Sócrates, Platón, Pitágoras, Aristóteles y Zenón por François Pouqueville.

Zenón de Citio (en griego Ζήνων ὁ Κιτιεύς, Zēnōn ho Kitiéŭs, siendo este último el gentilicio), el Estoico (334 a. C. - 262 a. C.), fue un filósofo helenístico de origen étnico fenicio. Nació en Citio, Chipre, en aquel tiempo colonia griega. Se le considera el fundador de la escuela filosófica estoica, que inició hacia el 300 a. C. en Atenas, donde desarrolló su vida intelectual. Su base fue la moral de los filósofos cínicos. Ponía énfasis en el bien racional que se obtenía a través de una vida virtuosa, es decir, acorde a la naturaleza. Su filosofía fue muy exitosa ya desde su época y floreció aún más durante el helenismo y durante el periodo imperial de Roma, entre el siglo II a. C. y el siglo II d. C..

## Vida
Zenón fue discípulo de Polemón, Crates de Tebas y de Estilpón de Megara. Fue comerciante, como lo fuera su padre, hasta los 45 años, momento en el que funda su escuela. Se ha propuesto que era de origen fenicio.
Su pensamiento toma elementos de Heráclito, de la escuela cínica, de Platón, y algunos de Aristóteles, y combate sobre todo la escuela contrincante de su tiempo: la de Epicuro.
Acostumbraba a dar lecciones en público en el pórtico pintado de Atenas —la stoa poikilé— de donde tomó el nombre su escuela (la traducción de «pórtico» en griego es στοά, stoá). Zenón y sus discípulos Cleantes y sobre todo Crisipo fueron los tres miembros principales del primer período del estoicismo. Zenón, de forma similar al epicureísmo, subdividió la filosofía en lógica, física y ética (y, al parecer, impulsó a sus seguidores a dominar la retórica).
Se dice que no tenía reservas en dar sus lecciones a gente de la más baja clase social. Asimismo tenía relación amistosa con el rey Antígono II Gónatas de Macedonia, siendo invitado a los banquetes reales pese a su carácter no dado a los placeres. Era admirado y emulado por el mismo rey por su buen carácter. Dice Plutarco que sólo deseaba, al igual que Cleantes o Crisipo, una vida tranquila, aunque fuera lejos de su patria, dando discursos y lecciones. Por su cualidad de extranjero nunca pudo dedicarse a la política en Atenas, aunque sí recomendaba esta actividad.
Era de carácter tolerante pues no se enfureció por los insultos. Gustaba mucho de los higos. Juraba por la alcaparra así como en su época juraban por una determinada legumbre. Creó muchas nuevas palabras y términos en el griego que hablaban sus contemporáneos. Ateneo señaló de él que "nunca había usado de una mujer y siempre de muchachos, según refiere Antígono Caristo en la vida del mismo."
Según sus contemporáneos, Zenón se sentía atraído únicamente por los niños y otros hombres, y Diógenes Laercio menciona por su nombre al menos a uno del que estaba enamorado, un joven llamado Cremónides (que puede o no ser el estadista y general ateniense Cremónides).
Según Numenio tuvo una fuerte polémica con Arcesilao, filósofo de su época, fundador de la Academia Media. En esta "guerra" llegaron ambos a lanzarse fuertes insultos e injurias. Arcesilao estaba envidioso del éxito de las nuevas doctrinas estoicas, en especial de la llamada representación comprensiva. Zenón tampoco permaneció digno (pese a su buen carácter) pues atacó a lo escrito por Platón, y no a lo que argüía Arcesilao (supuestamente para no verse rebatido, pues Platón ya había muerto).
De sus escritos se conservan sólo fragmentos. Algunos sostienen que terminó voluntariamente con su vida en el año 264 a. C.

## Estoicismo

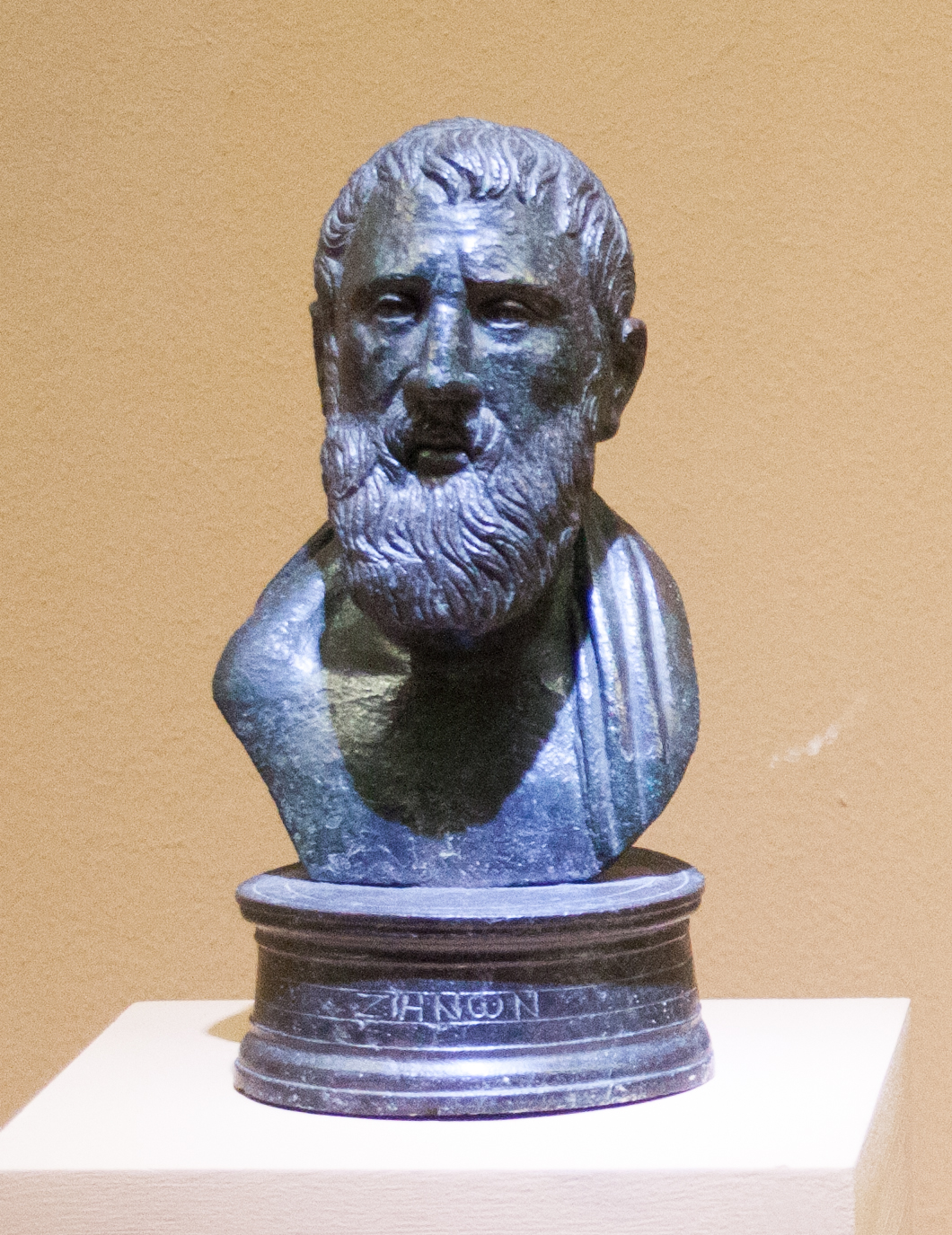
Zenón en la Villa de los Papiros.

Sus enseñanzas dieron lugar al nacimiento de la doctrina del estoicismo.
Zenón al estudiar con un filósofo cínico, Crates de Tebas, recibió muchas influencias de esta escuela. Sin embargo, rechazó la "desvergüenza" de ellos, el cayado y la alforja; e introdujo, en oposición al cinismo, el estudio de la lógica y la física. Para este filósofo el estudio, la lectura y la escritura no son indiferentes, ni los rechaza como hacían los seguidores de Diógenes de Sinope.
Lo que significa que la lógica y la física son necesarias para conseguir la virtud. O son virtudes en sí mismas: la lógica es la virtud de saber a cuáles representaciones (percepciones que recibe la mente a través de los sentidos y los recuerdos) sí o no asentir, y la física es la virtud de saber cómo actuar conforme a la Naturaleza, porque esta estudia y entiende a la misma Naturaleza como un conjunto coherente. Ambas son disciplinas indispensables, junto con la ética, para comprender la filosofía toda y para saber cómo llegar a ser sabio. Es probable que Zenón, quitándole parte de la rudeza y radicalidad a la filosofía cínica, hizo que sus enseñanzas fueran mucho más atractivas para sectores más amplios de la sociedad o de la intelectualidad.

### La lógica
La lógica de Zenón —contra la canónica de Epicuro y su escuela— admite que todo el conocimiento viene a partir de los sentidos —no hay ideas innatas—, pero cuando el hombre adquiere sus conocimientos llega a percibir los conceptos comunes, es decir, los conceptos morales universales. Para los estoicos, los conocimientos lógicos no son innatos, sino sencillamente comunes a todos los hombres. El hombre percibe los conocimientos universales a través de los sentidos —una intuición nos hace verlos a través de un hecho particular y no de una intuición divina como en Sócrates y Platón—.

### La física
La física de Zenón es bastante parecida a la de Heráclito e incorpora elementos de Platón. Un principio rector (el logos), en forma de fuego, conforma todas las cosas del universo, hasta las no materiales —Dios es inherente al universo, no está fuera de él—. Así pues, nada escapa al destino universal y todo obedece inevitablemente a leyes divinas. Al final, el elemento divino del fuego se separará y se volverá a unir de forma cíclica (ciclo) eternamente.

### La ética
La ética de Zenón es, según los mismos estoicos, «la recompensa de la doctrina del pórtico». De acuerdo con la física, el ser humano es una parte sin libertad del ser del fuego, pero los estoicos pretenden dar un sentido a la libertad individual. Por este motivo, ellos prefieren la libertad que comprende y acepta la voluntad del ser divino en cada momento, combatiendo las pasiones. Razón, divinidad, libertad, naturaleza y felicidad son —para los estoicos— elementos comunes e inseparables. La razón, así, depara unas conductas individuales —dominio de los instintos y pasiones, obediencia a la razón—, sociales —justicia y acatamiento de las leyes de la sociedad en que se vive— y políticas —los últimos estoicos llegaron a ver parcialmente realizado el ideal estoico en las costumbres del imperio romano del siglo I d. C.—.
La ética del estoicismo es una ética racionalista o intelectualista: la lógica nos hace comprender las normas intrínsecas, la física describe la divinidad que forma parte de la materia y la ética nos hace acordes a la divinidad, oponiendo una resistencia constante a las pasiones o sentimientos dañinos. Pero para eso hacen falta armas, técnicas, una forma concreta de luchar con ellas. Sus enseñanzas se centran en dotar a las personas de recursos y herramientas para enfrentarse a sus conflictos y problemas.
Zenón solía explicar que la vida es una escuela y los seres humanos hemos venido a ella a aprender: de ahí que compartiera una serie de directrices (Conjunto de normas) muy prácticas para que sus seguidores mejoraran su competencia en el arte de vivir y superaran sus angustias. Por ejemplo, huir del inútil y peligroso victimismo oponiendo resiliencia: los seres humanos debemos comportarnos con entereza y responsabilidad y agradecer los infortunios, pues sólo así podemos desarrollar la virtud.
Zenón otorgó la versión canónica y ortodoxa de lo que era la virtud para los estoicos. La virtud es fundamental en el sistema moral de Zenón; encontramos varias descripciones y referencias de lo que era la virtud para este filósofo, entre ellas están las siguientes:
- “El bien supremo [la virtud], dice, es vivir de modo acorde a la naturaleza”,[15]

- “Zenón el estoico piensa que el fin es vivir conforme a la virtud”,[16]

- “Proclama Zenón y aquel Pórtico todo entero grita que el hombre para nada ha nacido sino para la virtud; que ella misma con su resplandor atrae las almas hacia sí, sin que se ofrezca desde afuera absolutamente ningún provecho o recompensa a modo de seducción”,[17]

- “[...] ponía todo lo necesario para la vida feliz en la sola virtud, y no consideraba como un bien a ningún otra cosa ni la llamaba honesta, porque el bien es algo simple, solo y único”,[18]

- “Magníficamente es expresado esto por Zenón, como por un oráculo: «La virtud, [que sirve] para vivir bien, a sí misma se basta»”,[19]

- “[...] sólo llama bien a aquello que tiene en sí una razón propia para ser apetecido, y vida feliz sólo a aquello que se emplea en la virtud”,[20] etc.

Los estoicos no creen que la vida esté gobernada por la suerte, el azar o las coincidencias: no creen en la casualidad, sino en la causalidad. Todos los sucesos de nuestra existencia están regidos por la "ley de la causa y el efecto" y recogemos lo que sembramos. La recompensa de asumir dicha responsabilidad y de esforzarnos por cambiar de actitud es la ataraxia, imperturbabilidad o paz interior frente a las circunstancias desfavorables. Esta se consigue con entrenamiento y práctica diarios, y para ello es indispensable la fuerza de voluntad para vencer las pasiones y conseguir resultados.
La ética de Zenón perduró y llegó a ser durante un tiempo la predominante en el estoicismo de Roma con notables modificaciones, abandonando gradualmente el interés en la física y la lógica y quedándose casi exclusivamente con una ética del esfuerzo y la disciplina, que allanaría el camino a la posterior victoria del cristianismo.

## Obra

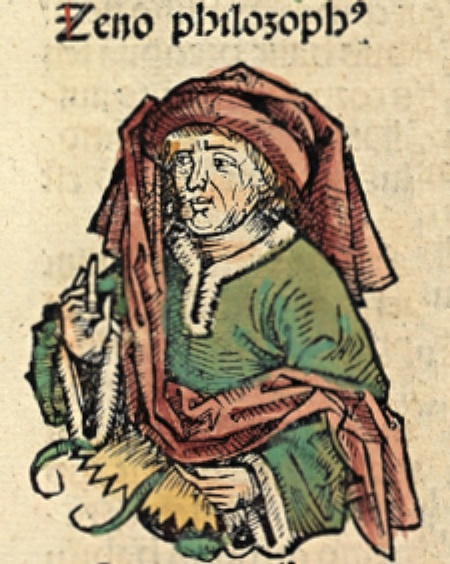
Zenón en las Crónicas de Núremberg.

Ninguna de sus obras ha sobrevivido íntegra, y sólo disponemos de fragmentos, es decir, citas en escritores posteriores, a menudo de segunda o tercera mano. Sí disponemos, sin embargo, de un listado quizás parcial de sus obras en Diógenes Laercio:
- Escritos éticos:
  - Πολιτεία – La República.
  - Ἠθικά – Ética
  - Περὶ τοῦ κατὰ φύσιν βίου – Sobre la vida conforme a la naturaleza
  - Περὶ ὁρμῆς ἢ περὶ ἁνθρώπου φύσεως – Sobre el impulso o sobre la naturaleza del hombre
  - Zenón de CitioΠερὶ παθῶν – Sobre las pasiones

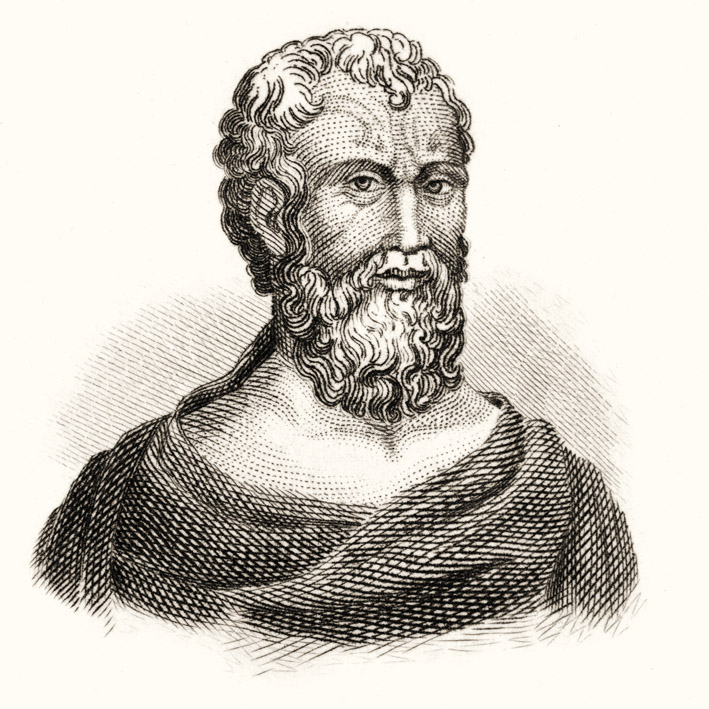
Zenón de Citio

  - Περὶ τοῦ καθήκοντος – Sobre el deber
  - Περὶ νόμου – Sobre la ley
  - Περὶ Ἑλληνικῆς παιδείας – Sobre la educación griega
  - Ἐρωτικὴ τέχνη – El arte del amor

- Escritos sobre física:
  - Περὶ τοῦ ὅλου – Sobre el universo
  - Περὶ οὐσίας – Sobre el ser
  - Περὶ σημείων – Sobre los signos
  - Περὶ ὄψεως – Sobre la vista
  - Περὶ τοῦ λόγου – Sobre el Logos

- Escritos sobre lógica:
  - Διατριβαί – Discursos
  - Περὶ λέξεως – Sobre el estilo
  - Λύσεις, ἔλεγχοι – Soluciones y Refutaciones (probablemente dos libros distintos)

- Otros escritos:
  - Περὶ ποιητικῆς ἀκροάσεως – Sobre la audición de la poesía
  - Προβλημάτων Ὁμηρικῶν πέντε – Problemas homéricos en cinco libros
  - Καθολικά – Temas generales
  - Ἀπομνημονεύματα Κράτητος – Recuerdos de Crates
  - Πυθαγορικά – Doctrina pitagórica

Obras consignadas por otros escritores de la Antigüedad:
- Sobre la "Teogonía" de Hesíodo.
- Diatribas.
- Sobre el raciocinio.
- Sobre la sustancia.
- Sobre la naturaleza.
- Sentencias.

La más antigua de sus obras es con mucha probabilidad La República. Compuesta cuando aún estudiaba con Crates. Fue escrita en respuesta a La República de Platón y otorga propuestas totalmente opuestas a esta. Fue muy popular La República de Zenón en la Antigüedad, tanto como la de Platón, siendo elogiada por muchos incluyendo al mismo anti-estoico Plutarco. Según este último autor "La República" de Zenón se puede resumir en una tesis principal: "que no debemos de ser ciudadanos de estados y pueblos diferentes, separados por leyes particulares, sino que hemos de considerar a todos los hombres como paisanos y conciudadanos". Este Estado universal es un gran ideal y muestra uno de los primeros anhelos de hermandad en todo el mundo así como de, podría decirse, de un comunismo mundial sin estado opresor particular; recuérdese que Zenón defendía también la comunidad de bienes.
En Sobre la vida conforme a la naturaleza establecía qué es lo que estaba de acuerdo a la naturaleza en oposición a sus predecesores como Critias, Calícles, Trasímaco, Hipias, Antifonte, etc. En Sobre el impulso o sobre la naturaleza del hombre, de tema muy parecido a la anterior, en cambio, se ocupaba de aquello que lleva a todos los seres (vivos e inertes) a perfeccionar su ser, además trata de la esencia de la ética estoica.
En Sobre el deber vuelve a tratar cuestiones éticas estoicas. En Sobre la ley expone las diferencias entre ley natural y ley positiva, sus sucesores Cleantes y Crisipo también abordarán el mismo tema siguiendo sus ideas. Sobre la educación griega nos habla sobre lo necesaria de educar a las personas bajo la idea de que somos "ciudadanos del mundo". Sobre la vista desarrolla probablemente una explicación o teoría sobre el funcionamiento de este sentido.
Sobre el Todo se opone en lógica y ética al sistema aristotélico de los justos medios proveyendo una "explicación lógica de todo el ser el mundo fenoménico". universales estaba vinculada con la anterior pero quizá desarrollaba más el aspecto ético en tanto la "universalidad de la virtud" y la moral. Es plausible que en Sobre el estilo también se aborde la ética pues para los estoicos existía correspondencia entre la palabra y la cosa, lo cual es base para su teoría epistemológica-ética.
Las Soluciones tenían como posible eje la resolución de variados problemas planteados por sus alumnos de tópicos igualmente variados como la lógica, la ética, la física, etc. Las Refutaciones respondían a aquellos que proponían otras soluciones a los problemas de la obra anterior. Los Memorables de Crates trataban con seguridad sobre la filosofía de este renombrado cínico. La Ética es quizá un resumen de su filosofía moral.
Diatribas parece tener influencias cínicas, por ser un estilo cultivado por esta escuela. Sobre el raciocinio abordaba lógica y epistemología, con influencia megárica. Sentencias consistía en apotegmas y relaciones morales. En Sobre la sustancia analiza la categoría de sustancia según la teoría aristotélica y según los peripatéticos de su tiempo. Sobre la naturaleza estudiaba la ontología y la física de Heráclito de Éfeso.
Parece que existen fragmentos en lengua armenia y en lengua árabe, aunque aún se debate su autoría.

## Eponimia
- El cráter lunar Zeno lleva este nombre en su memoria.[26]
- El asteroide (6186) Zenon también conmemora su nombre.[27]